# Klaus Kütemeier
Klaus Kütemeier (* 20. Oktober 1939 in Delmenhorst; † 26. Juli 2013 in Hamburg) war ein deutscher Bildhauer.

## Leben
Kütemeier war Schüler von Gustav Seitz an der Hochschule für bildende Künste Hamburg. Die Freie Akademie der Künste in der Hansestadt würdigte den Künstler als einen der namhaftesten Bildhauer im norddeutschen Raum. „In seinen großvolumigen Steinplastiken vereinigen sich Archaik und Moderne, handwerkliche Perfektion und ästhetische Eleganz“, hieß es in seinem Nachruf. Viele seiner Plastiken sind in Hamburg aufgestellt, andere in Rendsburg, in Nortorf und im Skulpturenpark von Schloss Gottorf.
Klaus Kütemeier ruht auf dem Friedhof Ohlsdorf. Die Grabstätte liegt zwischen dem Nordteich und dem „Millionärshügel“.

## Werke (Auswahl)

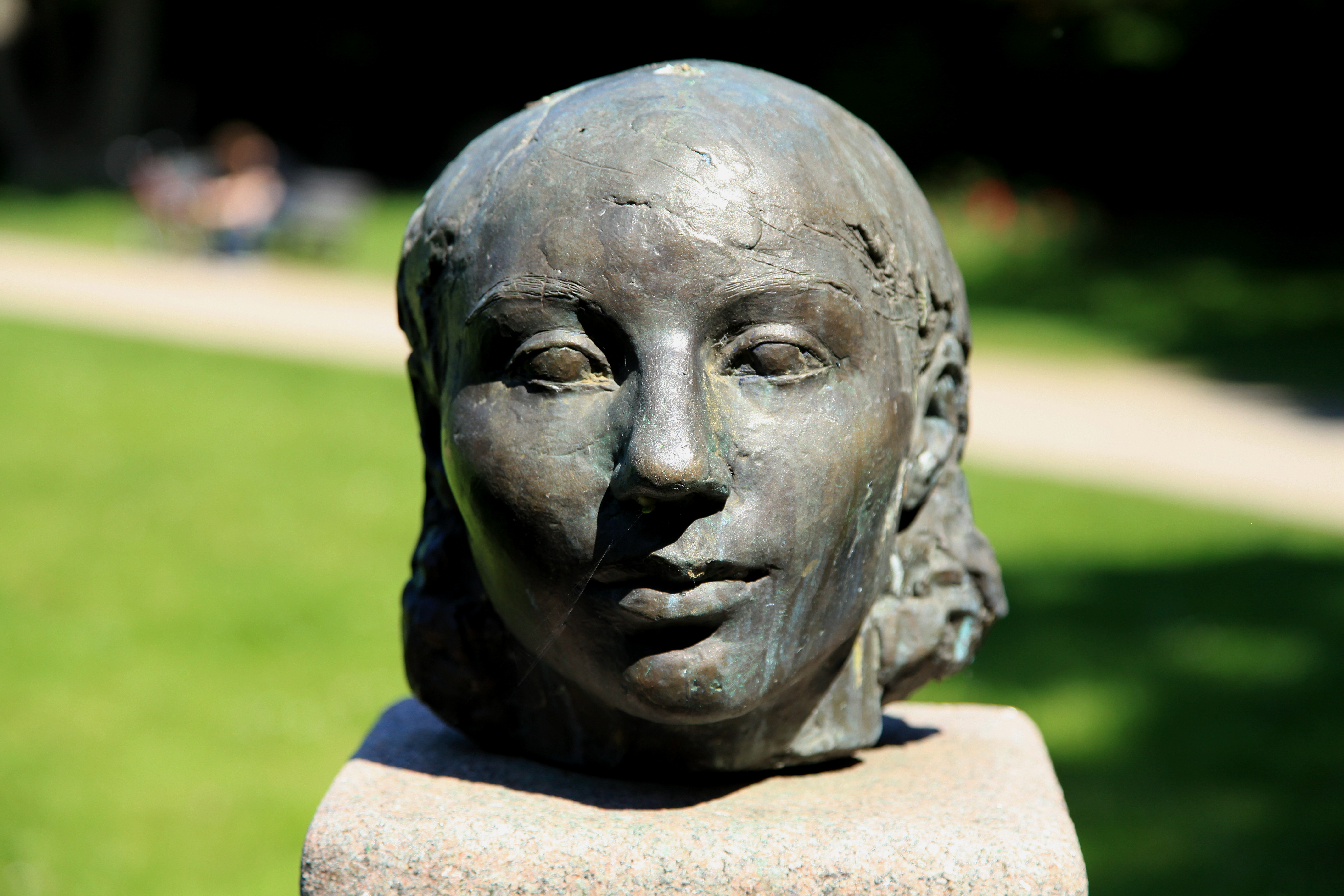
Kopf, Hans-Heinemann-Park

- 1967/1968: Kopf im Skulpturenpark Nortorf[2]
- 1980: Stehende weibliche Figur im Garten des Behnhauses in Lübeck
- 1987: Skulptur Flusspferd; Delmenhorst, Lange Straße, vor Nr. 41